# Louise Homer
Louise Homer (née Dilworth Beatty  le 30 avril 1871 à Pittsburgh en Pennsylvanie et morte le 6 mai 1947 à Winter Park, en Floride) est une contralto américaine qui a eu une carrière internationale en concert et à l'opéra à partir de 1895 jusqu'à sa retraite en 1932.
Après un bref passage comme artiste de vaudeville en Nouvelle-Angleterre, elle fait ses débuts à l'opéra en France en 1898. Puis, elle devient membre du Metropolitan Opera de 1900 à 1919, puis à nouveau à partir de 1927 jusqu'en 1929,. Elle chante également à Boston, Chicago, et en Californie. Elle a beaucoup enregistré pour les labels Victor et Columbia Records au début du 20e siècle. Elle a été mariée au compositeur Sidney Homer (en) pendant 52 ans, le compositeur Samuel Barber était son neveu.
Homer chante un large répertoire qui comprend des œuvres en français, allemand et italien. Elle bénéficie d'un succès particulier dans les opéras de Giuseppe Verdi et de Richard Wagner. Elle a souvent dit dans des interviews que son rôle favori était celui d'Amneris dans Aida de Verdi. Au Met, elle chante dans plusieurs premières aux États-Unis et crée des rôles dans les deux premières mondiales : la sorcière dans Königskinder d'Engelbert Humperdinck et le rôle titre dans Mona d'Horatio Parker. La soprano Nellie Melba l'a saluée comme « La plus belle voix du monde ». En 1923 et 1924, elle a été répertoriée comme « l'une des 12 plus grandes femmes vivantes » par la League of Women Voters.

## Jeunesse
Son père est le révérend William Trimble Beatty, qui est un ministre du culte presbytérien et qui fonde le Pennsylvania Female College, maintenant l'Université Chatham (en). Son père a d'abord exprimé des préoccupations au sujet de sa fille désireuse de faire une carrière de chanteuse pour des raisons religieuses, estimant que de tels dons étaient destinés uniquement pour le culte de l'église. Toutefois, Louise convainc finalement son père qu'elle pourrait employer ses dons vocaux à l'extérieur de l'église, sans être dans le péché, à tel point qu'elle a l'autorisation de poursuivre une éducation musicale. Elle commence sa formation vocale à Philadelphie, mais finalement terminée à Boston.
À Boston, Louise Homer rencontre le compositeur Sidney Homer qu'elle épouse en 1895. Ils sont restés mariés jusqu'à sa mort plus de cinquante ans et ont eu six enfants ensemble, notamment les auteurs Joy Homer et Anne Homer (en), ainsi que Louise Homer, une soprano. Quelques mois avant son mariage, elle fait ses débuts sur scène en janvier 1895 dans un vaudeville au Keith's Theatre à Providence, Rhode Island. Le mois de février suivant elle apparaît au Théâtre Bijou de Boston (en), dans le spectacle de vaudeville  Our Uncle Dudley  dans une distribution qui comprend aussi les étoiles de Broadway Marie Cahill (en) et l'acteur de ,films muets et réalisateur Frank Currier. Elle passe les quelques années suivantes à se produire régulièrement à des réunions organisées par des membres de l'élite de la société de Boston.
En 1898, elle se rend en France pour poursuivre des études à Paris avec Fidèle König et Paul Lhérie. Elle fait ses débuts à l'opéra dans le rôle de Léonore dans La Favorite de Donizetti à Vichy en 1898. Elle chante aussi au Grand Théâtre d'Angers. L'année suivante, elle joue à la Royal Opera House à Londres avant d'aller à Bruxelles, où elle travaille au Théâtre Royal de la Monnaie pendant huit mois.

## Au Met

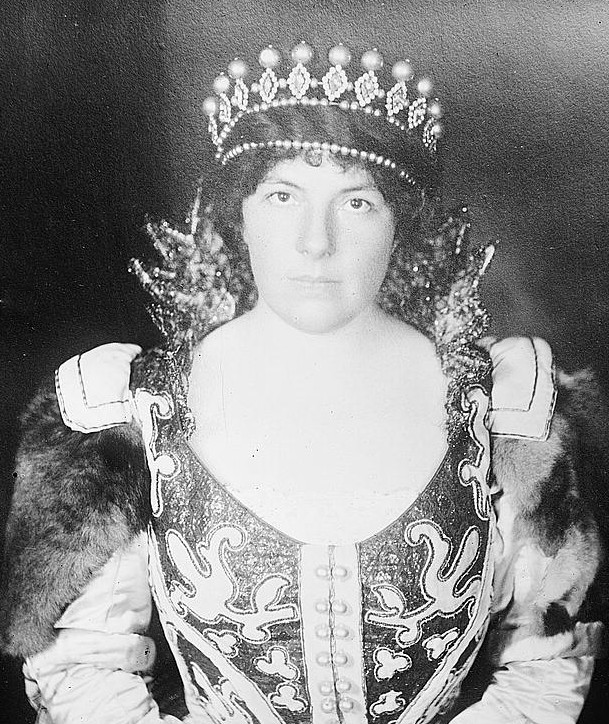
Louise Homer, le 19 mars 1913, dans le rôle de Marina dans Boris Godounov.

Homer fait ses débuts américains à l'opéra au Metropolitan Opera de New York en 1900, dans le rôle d'Amneris dans Aida de Verdi.

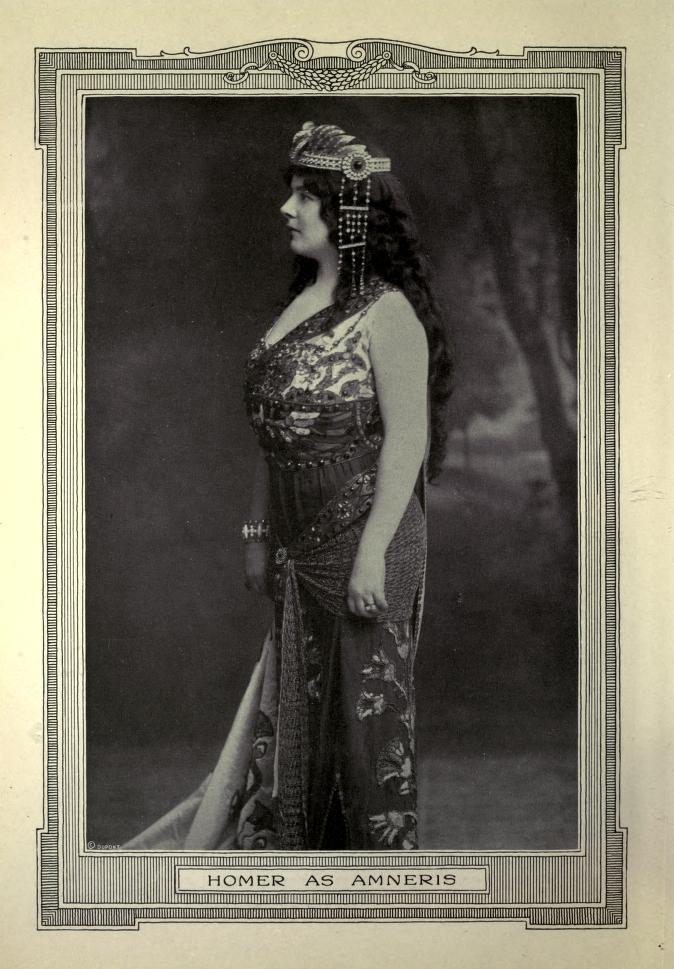
Louise Homer Amneris dans Aida.

Elle chante au Met pendant 19 saisons consécutives, souvent en chantant avec des chanteurs célèbres comme Enrico Caruso, Geraldine Farrar, et Ernestine Schumann-Heink. Elle y crée les rôles dans les deux premières mondiales : la Sorcière dans Königskinder d'Engelbert Humperdinck en 1910 et le rôle-titre dans Mona d'Horatio Parker en 1912. Elle chante également dans les premières américaines Manru d'Ignacy Jan Paderewski (1902, rôle d'Edwige), Parsifal de Richard Wagner (1903, rôle de la Voix du dessus), Armide de Christoph Willibald Gluck (1910, rôle de la Haine), et dans Boris Godounov de Moussorgski dans le rôle de Marina en 1913 dirigé par Arturo Toscanini). Elle chante également le rôle de Suzuki à la première au Met de Madame Butterfly de Puccini, en présence du compositeur, le 11 février 1907. Elle quitte le Met à la fin du mois de mars 1919, mais y retourne fin 1927.
Homer chante un répertoire varié au Met qui comprend des pièces avec une grande variété de périodes musicales et de langues. Quelques-uns des nombreux rôles dans lesquels elle apparaît sur la scène du Met sont  Azucena dans Il trovatore, Brangäne dans Tristan und Isolde, Dalila dans Samson et Dalila, Emilie dans Otello, Erda dans Siegfried, Fidès dans Le Prophète, à la fois Flosshilde et Waltraute dans Le Crépuscule des dieux, à la fois Fricka et Schwertleite dans la Walkyrie, Laura dans La Gioconda, Lola dans Cavalleria rusticana, Maddalena dans Rigoletto, Marie-Madeleine dans Die Meistersinger von Nürnberg, Marguerite dans La Dame blanche, à la fois Marta et Pantalis dans Mefistofele, Mrs Quickly dans Falstaff, Nancy, dans Martha, Naoia dans Le Tuyau de Désir de Frederick Converse, Orfeo dans Orphée et Eurydice, Ortrud dans Lohengrin, la Deuxième Dame dans La Flûte enchantée, Siebel dans Faust, Urbain, dans Les Huguenots, Ulrica dans un ballo in maschera, Vénus dans Tannhäuser, et la Sorcière dans Hansel et Gretel. Elle chante également dans de nombreux concerts au Met, y compris en tant que soliste dans les spectacles le Messie de Haendel, Stabat Mater de Rossini, et Le Requiem de Verdi. Sa dernière représentation d'Amneris est en novembre 1929. Homer prend sa retraite de la scène en 1932.
En mai 1910, le théâtre du Châtelet donne une série de représentations « italiennes », destinées à la société d'élite qui se trouve réunie à Paris au printemps, avec le concours des grands solistes, Caruso, Emmy Destinn, Frances Alda, Leo Slezak, Antonio Scotti, des chœurs, du corps de ballet, dans les décors et avec les costumes du Metropolitan Opera venus de New-York. Louise Homer chante Amnéris avec une extraordinaire puissance vocale, avec l'orchestre dirigée par Arturo Toscanini.

## Ailleurs
Pendant qu'elle est au Met, Homer est simultanément membre de la Compagnie de l'Opéra de Boston (en) (B0C) à partir de 1909 jusqu'en 1915. Elle joue notamment le rôle de La Cieca dans La Gioconda, lors de l’inauguration du BOC, le 8 novembre 1909 avec Lillian Nordica dans le rôle-titre, une production qui a également marqué l'ouverture de l'Opéra de Boston (en). Elle est plus tard membre de l'Opéra civique de Chicago (en) à partir de 1922 jusqu'en 1931. En 1926, elle chante le rôle de Dalila dans Samson et Dalila de Camille Saint-Saëns à l'Opéra de San Francisco et chante également dans plusieurs productions à Los Angeles dans les années 1920.
Louise Homer enregistre plusieurs hymnes chrétiens en duo avec Alma Gluck, parmi eux, Rock of Ages, Whispering Hope, One Sweetly Solemn et Jesus, Lover of My Soul.

## Fin de vie
Elle et son mari ont déménagé à Winter Park (Floride) en 1939.
Homer est morte d'une crise cardiaque, le 6 mai 1947, à l'âge de 76 ans à Winter Park, en Floride, après cinq semaines de maladie.